# Орегонські пожежі (2020)
Основні лісові пожежі, що сталися у американському штаті Орегон 2020 року, охопили північно-центральну й південно-західну частини штату.
Про початок сезону лісових пожеж, 5 липня 2020 оголосив Департамент лісового господарства штату Орегон.
За липень 2020 року 90 % лісових загорянь спричинені людьми, що більше за середньорічні 70 %. Можливо є наслідком збільшення відпочинку на природі через пандемію COVID-19. Станом на 3 серпня 2020 року 54 пожежі спричинені блискавками, згоріли 795 акрів; та 413 пожеж спричинені людьми, спалено 1693 акрів.
На початку вересня сильний вітер і тривала посуха спричинили швидке поширення пожеж в Орегоні. Понад 1 000 000 акрів згоріло, та понад 40 000 людей евакуювали, ще понад 500 000 осіб — у зонах попередження до евакуації. Загинуло щонайменше 21 людина. Міста Фенікс і Талант в Орегоні сильно пошкоджені пожежею Альмеда. 11 вересня влада заявила, що готується до варіанту подій із масовою загибеллю людей.
Станом на 11 вересня 600 будинків та 100 комерційних споруд були знищені пожежею Альмеда. За заявою чиновників, загоряння спричинене людиною. 11 вересня заарештували особу за підозрою щодо підпалу, який знищив кілька будинків у Феніксі та об'єднався із пожежею Альмеда. Окреме кримінальне розслідування щодо місця походження пожежі Альмеда в Ешленді триває.
Нижче наведено список пожеж, які охопили вогнем понад 1000 акрів, або спричинили значні структурні пошкодження чи загибель людей.
| Назва пожежі            | Розташування | Спалена зона (акрів) | Дата початку | Дата припинення                       | Причина загоряння                                                                    | Примітки      |
| ----------------------- | ------------ | -------------------- | ------------ | ------------------------------------- | ------------------------------------------------------------------------------------ | ------------- |
| Вортінгтон              | Джексон      | 761                  | 21 червня    | серпень                               | блискавка                                                                            | [ 12 ] [ 13 ] |
| Нілс-Гілл               | Гарні        | 3391                 | 5 серпня     | 20 серпня                             | блискавка                                                                            | [ 14 ] [ 15 ] |
| Фрог                    | Крук         | 4020                 | 16 серпня    | 1 вересня                             | блискавка                                                                            | [ 16 ]        |
| Грін-Рідж               | Дешутс       | 4338                 | 16 серпня    | 2 вересня                             | блискавка                                                                            | [ 17 ]        |
| Індіан-Крік             | Малер        | 48 128               | 16 серпня    | Станом на 29 серпня 75 % ліквідовано  | блискавка                                                                            | [ 18 ]        |
| P-515                   | Джефферсон   | 4609                 | 16 серпня    | Станом на 10 вересня 95 % ліквідовано | блискавка                                                                            | [ 19 ]        |
| Лайонсгід               | Джефферсон   | 136 346              | 16 серпня    | Станом на 11 вересня 5 % ліквідовано  | блискавка                                                                            | [ 20 ]        |
| Сантіам                 | Меріон       | 186 988              | 16 серпня    | Станом на 11 вересня 0 % ліквідовано  | невідомо                                                                             | [ 22 ]        |
| Вайт-Рівер              | Васко        | 17 383               | 17 серпня    | Станом на 8 вересня 70 % ліквідовано  | блискавка                                                                            | [ 23 ]        |
| Лорел                   | Вілер        | 1257                 | 19 серпня    | Станом на 26 серпня 60 % ліквідовано  |                                                                                      | [ 24 ]        |
| Голідей-Фарм            | Лейн         | 156 708              | 7 вересня    | Станом на 11 вересня 0 % ліквідовано  | невідомо                                                                             | [ 25 ] [ 26 ] |
| Браттейн                | Лейк         | 1000                 | 7 вересня    |                                       | людина                                                                               | [ 27 ]        |
| Ту-Фор-Ту               | Клемет       | 14 450               | 7 вересня    | Станом на 11 вересня 7 % ліквідовано  |                                                                                      | [ 28 ]        |
| Гори Чехалем — Пік Болд | Вашингтон    | 2000                 | 8 вересня    | Станом на 11 вересня 70 % ліквідовано | невідомо                                                                             | [ 29 ] [ 30 ] |
| Ріверсайд               | Клакамас     | 130 052              | 8 вересня    | Станом на 10 вересня 0 % ліквідовано  | невідомо                                                                             | [ 31 ]        |
| Альмеда                 | Джексон      | 3000                 | 8 вересня    | Станом на 10 вересня 0 % ліквідовано  | Людина, підозрюють підпал, 600 будинків і 100 комерційних будівель знищено; 4 смерті | [ 32 ] [ 33 ] |
| Арчі-Крік               | Дуглас       | 107 500              | 10 вересня   | Станом на 10 вересня 1 % ліквідовано  | невідомо                                                                             | [ 34 ] [ 35 ] |